# Harriet Hosmer
Harriet Godhue Hosmer (Watertown (Massachusetts), 9 oktober 1830 – aldaar, 21 februari 1908) was een neoclassicistische Amerikaanse beeldhouwer. Ze staat bekend als de eerste professionele vrouwelijke beeldhouwer.

## Biografie

### Vroege leven
Harriet Hosmer werd geboren als de dochter van dokter Hiram Hosmer en Sarah Grant Hosmer. Ze had een oudere zus, Helen. Na de geboorte van Harriet beviel Sarah Grant Hosmer nog van twee jongens: Hiram en George. Zij stierven allebei voor hun tweede verjaardag. In mei 1836 overleed Sarah Hosmer zelf, net als haar twee zoontjes aan tuberculose. In reactie hierop zette de vader van Harriet zijn dochters aan een fitnessregime waarbij ze moesten hardlopen en jagen op het land, en zwemmen en roeien op de rivier de Charles. Harriet wist dit regime te overleven, maar haar zus overleed in 1842.
In 1847 stuurde haar vader Hosmer naar de school van Elizabeth Buckminster Dwight Sedgwick in Lenox. Aan het einde van 1849 keerde ze terug naar Boston en had ze aspiraties voor een eigen carrière. Ze koos voor het het vak van beeldhouwer en kreeg haar eerste lessen modelleren van de beeldhouwer Peter Stephenson.
Ze verhuisde vervolgens naar Saint Louis om privélessen anatomie te volgen aan de Missouri Medical College. In 1852 vertrok Hosmer naar Rome waar ze in de leer kwam bij de Britse beeldhouwer John Gibson. Hier kreeg ze de gelegenheid om te werken met levende modellen. In Rome leefde ze samen met de Amerikaanse actrice Charlotte Cushman die haar had overtuigd om naar Rome te komen.

### Carrière
Tijdens haar jaren in Rome werd ze een graag geziene gast in de kringen van de Britse en Amerikaanse expats. Tot haar vrienden behoorden Robert Browning en Elizabeth Barrett Browning. De Amerikaanse schrijver Henry James refereerde in een van zijn werken naar het groepje beeldhouwers waar Hosmer samen met Edmonia Lewis en Emma Stebbins toe behoorde als de "white marmorean flock".
In 1856 voltooide Hosmer haar eerste werk waarvoor ze commissie kreeg, de Oenone. In die tijd vervaardigde ze ook een vijftigtal beeldjes genaamd Puck, waarvan er een in de collectie van de latere koning Edward VII van het Verenigd Koninkrijk belandde. In 1859 had ze genoeg geld verdiend om haar eigen kunststudio te openen en zelfstandig te opereren. Hosmer exposeerde haar stuk Zenobia, Queen of Palmyra in Londen in 1862 en deed dat met succes. Ze verkocht diverse kopieën van het beeldhouwwerk.

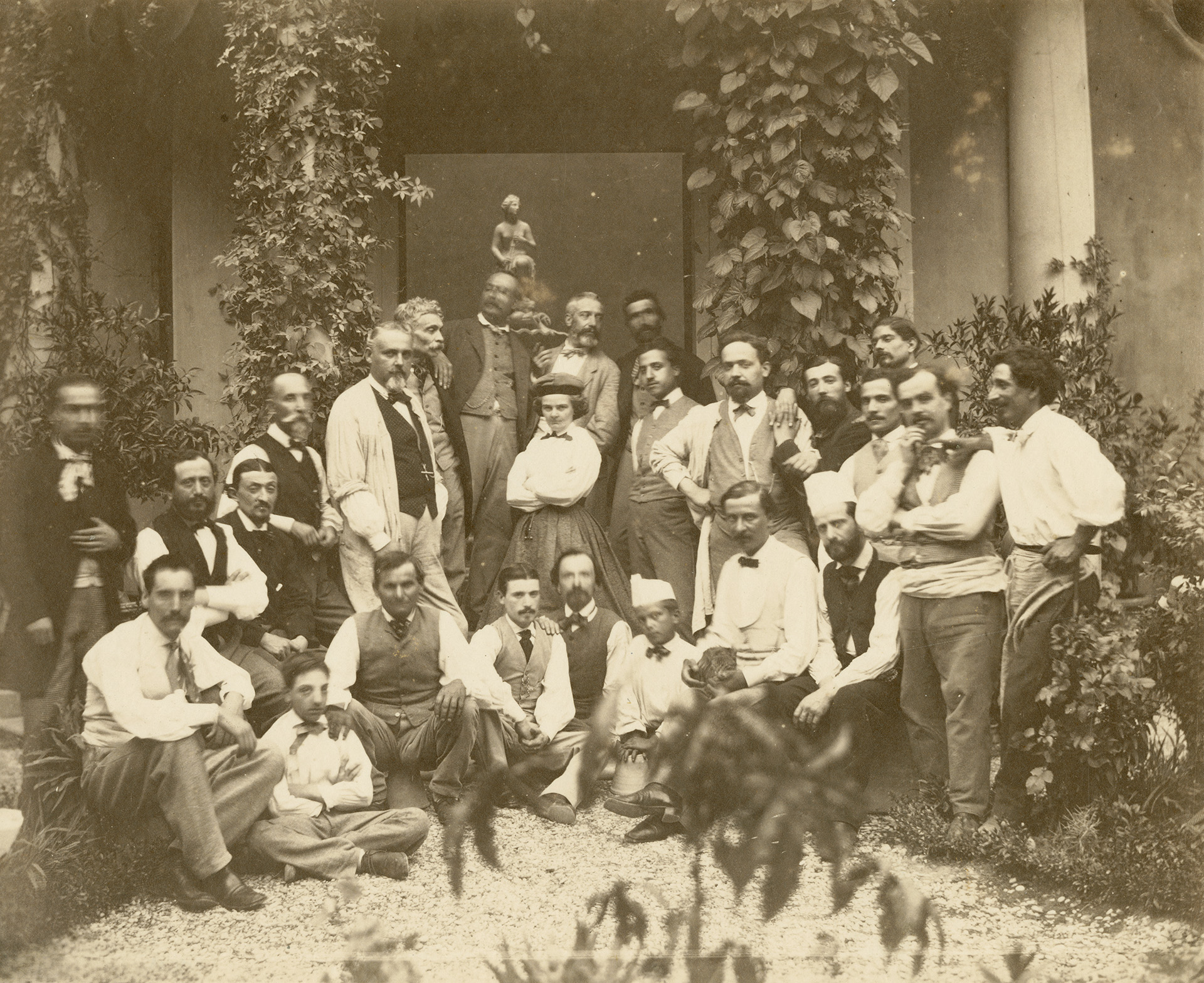
Harriet Hosmer met haar assistenten en beeldhouwers in de binnenhof van haar studio in Rome (1867).

In de loop der jaren veranderde ook de Amerikaanse kunstsmaak. Door de verschrikkingen van de Amerikaanse Burgeroorlog ontstond er meer behoefte aan realistische kunst. Waardoor er minder vraag was naar de kunst van Hosmer in Amerika. Hosmer onderhield ook jarenlang een amoureuze vriendschap met de aristocratische weduwe Louisa Baring die op den duur zou uitgroeien tot een van haar belangrijkste mecenassen zou worden. Hosmer was ook deels betrokken bij de bouw van Baring's huis, Kent House, in Knightsbridge.

### Laatste jaren
Tot aan het einde van de negentiende eeuw woonde en werkte Hosmer in Engeland, maar ze keerde met enige regelmaat terug naar Rome. In 1894 voltooide ze haar laatste gecomissioneerde werk, een standbeeld van koningin Isabella II van Castilië. Omstreeks 1900 keerde ze terug naar haar geboorteplaats.

## Werk
Hosmer vervaardigde vooral werken in de dominante neoclassicistische stijl van die tijd. Ze beeldde vooral mythologische figuren af, waaronder sterke moedige vrouwen als Medusa, Daphne en Zenobia. Gedurende haar carrière bleef ze trouw aan de klassieke esthetiek. Ze zei hier zelf over: "Liefhebbers van alles wat mooi en waar is in de natuur zullen hun inspiratie halen uit de diepere en serenere diepten van klassieke kunst." De eigentijdse Amerikaanse kunstcriticus James Jackson Jarves schreef over Hosmers werk dat het "door en door realistisch" was.

## Geselecteerde werken
- Hesper, The Evening Star (1852)

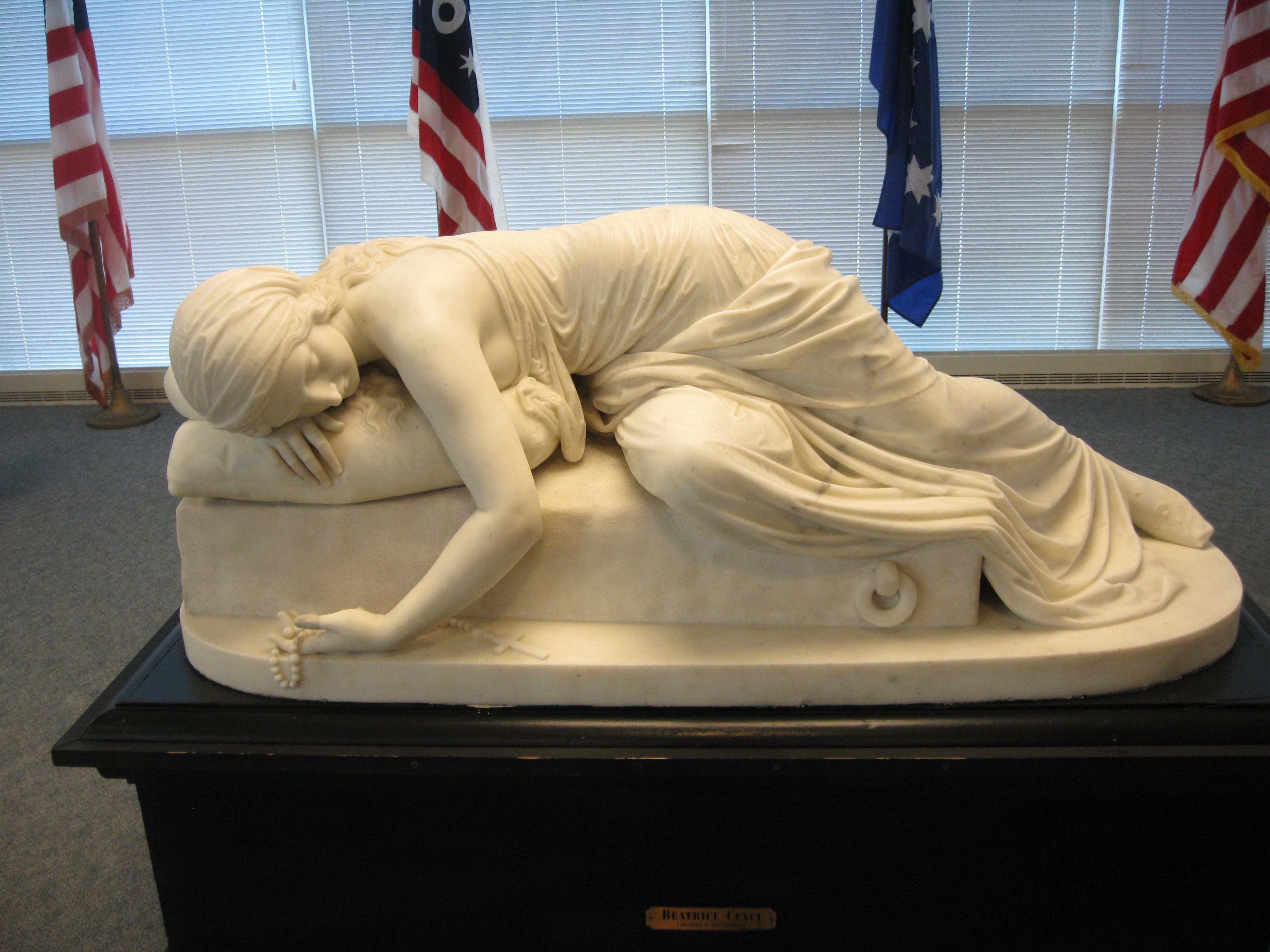
Standbeeld van Beatrice Cenci

- Clasped Hands of Robert and Elizabeth Barrett Browning (1853)
- Puck (1855)
- Oenone (1855)
- Beatrice Cenci (1857)
- Zenobia, Queen of Palmyra (1857)
- The Fountain of the Siren (1861)
- A Sleeping Faun (1865)
- Queen of Naples (1868)
- Queen Isabella of Castile (1893)

## Nalatenschap
De Mount Hosmer nabij Lansing (Iowa) is naar Harriet Hosmer vernoemd. Daarnaast is een van haar standbeelden, Puck and Owl te zien langs de Boston Women's Heritage Trail.